# Woolbrook Russet (manzana)
ç
Woolbrook Russet es una  variedad cultivar de manzano (Malus domestica).
Variedad de manzana híbrido procedente del cruce Bramley's Seedling x King's Acre Pippin. Criado en 1903 por J.H.Stevens & Son del vivero  "Woolbrook Nursery" en Sidmouth, Devon, Inglaterra e introducido por ellos en los circuitos comerciales. Dio fruto por primera vez en 1912. Recibió un Premio al Mérito de la Royal Horticultural Society en 1930. Las frutas tienen una pulpa jugosa de textura bastante gruesa con un sabor ácido.

## Historia
'Woolbrook Russet' es una variedad de manzana híbrido procedente del cruce como Parental-Madre de Bramley's Seedling y que como Parental-Padre el polen procede de King's Acre Pippin. Criado en 1903 por J.H.Stevens & Son del vivero  "Woolbrook Nursery" en Sidmouth, Devon, Inglaterra (Reino Unido), e introducido por ellos en los circuitos comerciales. Dio fruto por primera vez en 1912. Recibió un Premio al Mérito de la Royal Horticultural Society en 1930.
'Woolbrook Russet' se cultiva en la National Fruit Collection con el número de accesión: 1928-010 y Accession name: Woolbrook Russet.

## Características
'Woolbrook Russet' tiene un tiempo de floración que comienza a partir del 7 de mayo con el 10% de floración, para el 12 de mayo tiene una floración completa (80%), y para el 18 de mayo tiene un 90% de caída de pétalos.
'Woolbrook Russet' tiene una talla de fruto grande; forma redondos con extremos aplanados, altura 66.00mm y anchura 86.00mm; con nervaduras débiles a medias; epidermis con color de fondo verde amarillo, importancia del sobre color medio, con color del sobre color rojo granate amarronado, con sobre color patrón un enrojecimiento en la cara expuesta al sol, marcado con lenticelas rojizas que se elevan, lo que le da a la superficie, por lo demás suave, una sensación rugosa, "russeting" (pardeamiento áspero superficial que presentan algunas variedades) bajo a medio; cáliz mediano a grande y parcialmente abierto, ubicado en un recipiente ancho y poco profundo; pedúnculo corto, delgado y se encuentra en una cavidad en forma de embudo de profundidad media; carne de color blanco verdoso, de grano grueso. Sabor jugoso, dulce y agrio que se suaviza en almacenamiento.
Su tiempo de recogida de cosecha se inicia a mediados de octubre. Se conserva bien durante dos meses en cámara frigorífica.

## Usos
Hace una muy buena manzana de cocina. En la cocción, se obtiene una salsa de rico sabor.

## Ploidismo
Diploide, auto estéril. Grupo de polinización: C, Día 10.

## Susceptibilidades
Resistente a la sarna del manzano.